# Dipterocarpus
Dipterocarpus is een geslacht uit de familie Dipterocarpaceae. Het geslacht telt ongeveer zeventig soorten die voorkomen van India tot in Zuidoost-Azië.

## Soorten
- Dipterocarpus acutangulus Vesque
- Dipterocarpus alatus Roxb. ex G.Don
- Dipterocarpus applanatus Slooten
- Dipterocarpus baudii Korth.
- Dipterocarpus borneensis Slooten
- Dipterocarpus bourdillonii Brandis
- Dipterocarpus caudifer Merr.
- Dipterocarpus chartaceus Symington
- Dipterocarpus cinereus Slooten
- Dipterocarpus concavus Foxw.
- Dipterocarpus condorensis Pierre
- Dipterocarpus confertus Slooten
- Dipterocarpus conformis Slooten
- Dipterocarpus coriaceus Slooten
- Dipterocarpus cornutus Dyer
- Dipterocarpus costatus C.F.Gaertn.
- Dipterocarpus costulatus Slooten
- Dipterocarpus crinitus Dyer
- Dipterocarpus cuspidatus P.S.Ashton
- Dipterocarpus dyeri Pierre ex Laness.
- Dipterocarpus elongatus Korth.
- Dipterocarpus eurhynchus Miq.
- Dipterocarpus fagineus Vesque
- Dipterocarpus fusiformis P.S.Ashton
- Dipterocarpus geniculatus Vesque
- Dipterocarpus glabrigemmatus P.S.Ashton
- Dipterocarpus glandulosus Thwaites
- Dipterocarpus globosus Vesque
- Dipterocarpus gracilis Blume
- Dipterocarpus grandiflorus (Blanco) Blanco
- Dipterocarpus hasseltii Blume
- Dipterocarpus hispidus Thwaites
- Dipterocarpus humeratus Slooten
- Dipterocarpus indicus Bedd.
- Dipterocarpus insignis Thwaites
- Dipterocarpus intricatus Dyer
- Dipterocarpus kerrii King
- Dipterocarpus kunstleri King
- Dipterocarpus lamellatus Hook.f.
- Dipterocarpus littoralis Blume
- Dipterocarpus lowii Hook.f.
- Dipterocarpus mundus Slooten
- Dipterocarpus nudus Vesque
- Dipterocarpus oblongifolius Blume
- Dipterocarpus obtusifolius Teijsm. ex Miq.
- Dipterocarpus ochraceus Meijer
- Dipterocarpus orbicularis Foxw.
- Dipterocarpus pachyphyllus Meijer
- Dipterocarpus palembanicus Slooten
- Dipterocarpus perakensis P.S.Ashton
- Dipterocarpus pseudocornutus P.S.Ashton
- Dipterocarpus retusus Blume
- Dipterocarpus rigidus Ridl.
- Dipterocarpus rotundifolius Foxw.
- Dipterocarpus sarawakensis Slooten
- Dipterocarpus scaber Buch.-Ham.
- Dipterocarpus semivestitus Slooten
- Dipterocarpus stellatus Vesque
- Dipterocarpus sublamellatus Foxw.
- Dipterocarpus tempehes Slooten
- Dipterocarpus tuberculatus Roxb.
- Dipterocarpus turbinatus C.F.Gaertn.
- Dipterocarpus validus Blume
- Dipterocarpus verrucosus Foxw. ex Slooten
- Dipterocarpus zeylanicus Thwaites